# Maxime Benoît-Jeannin
Maxime Benoît-Jeannin (Saint-Dié-des-Vosges, 8 de diciembre de 1946) es un escritor francés, autor de novelas, de biografías y de ensayos, quien vive en Bruselas. 

## Obras

### Novelas
- La Croisière Einstein (con Philippe Cousin), Stock, París, 1983.
- Le Florentin, le roman de Dante, Stock, París, 1985.
- Mademoiselle Bovary, Belfond, París, y Le Cri, Bruselas, 1991. Traducción española de Manuel Serrat Crespo, Emecé Editores, Barcelona, 1993.
- Colonel Lawrence, Le Cri/Jean-Michel Place, Bruselas-París, 1992.
- Le Choix de Satan, Le Cri, Bruselas, 1995.
- Miroir de Marie, Le Cri, Bruselas, 2003.
- Chez les Goncourt, Le Cri, Bruselas, 2004.
- Mémoires d’un ténor égyptien, Le Cri, Bruselas, 2006.
- Au bord du monde, un film d’avant-guerre au cinéma Éden, Le Cri, Bruselas, 2009.
- Les Confessions de Perkin Warbecq, Le Cri, Bruselas, 2010.

### Biografías
- Eugène Ysaye, Belfond, Paris, 1989.
- Georgette Leblanc (1869-1941), Le Cri, Bruselas, 1998.

### Ensayos
- Le Mythe Hergé, Éditions Golias, Villeurbanne, 2001.
- La Corruption sentimentale - Les rentrées littéraires, Le Cri, Bruselas, 2002.
- Les Guerres d’Hergé, Aden, Bruselas, 2007.

- Datos: Q3302495